# Kranichsberge
Die Kranichsberge (früher Kronenberge genannt) sind ein bewaldeter Höhenzug mit bis zu 105 Metern Höhe am Südrand des Barnim in der Rüdersdorfer Heide. Sie gehören heute zu Woltersdorf und sind seit über 100 Jahren ein elementarer Bestandteil des Naherholungsgebietes an der Woltersdorfer Schleuse.

## Topographie
Die Kranichsberge bilden die höchste Erhebung am Südrand des Barnim. Die Kranichsberge wurden ursprünglich Kronenberge genannt, da sich um den höchsten Berg, mehrere weitere Bergspitzen fast kreisförmig erheben. Diese werden daher auch Zacken genannt. Sie stehen teilweise frei oder sind durch Kämme verbunden und haben einen Höhe zwischen 70 und 100 Metern.

## Entstehung
Die Kranichsberge entstanden im Zuge der letzten Eiszeit vor rund 20.000 Jahren. Sie bilden den südlichen Rand der Endmoräne des Barnim. Durch die Gletscherschmelze während der Frankfurt-Phase sind die Kranichsberge durch einen Sander von den weiter östlich gelegenen Wurzelbergen getrennt. Von den weiter westlich gelegenen Höhenzügen werden die Kranichsberge durch die glazialen Rinne des Kalk- und Flakensees getrennt.

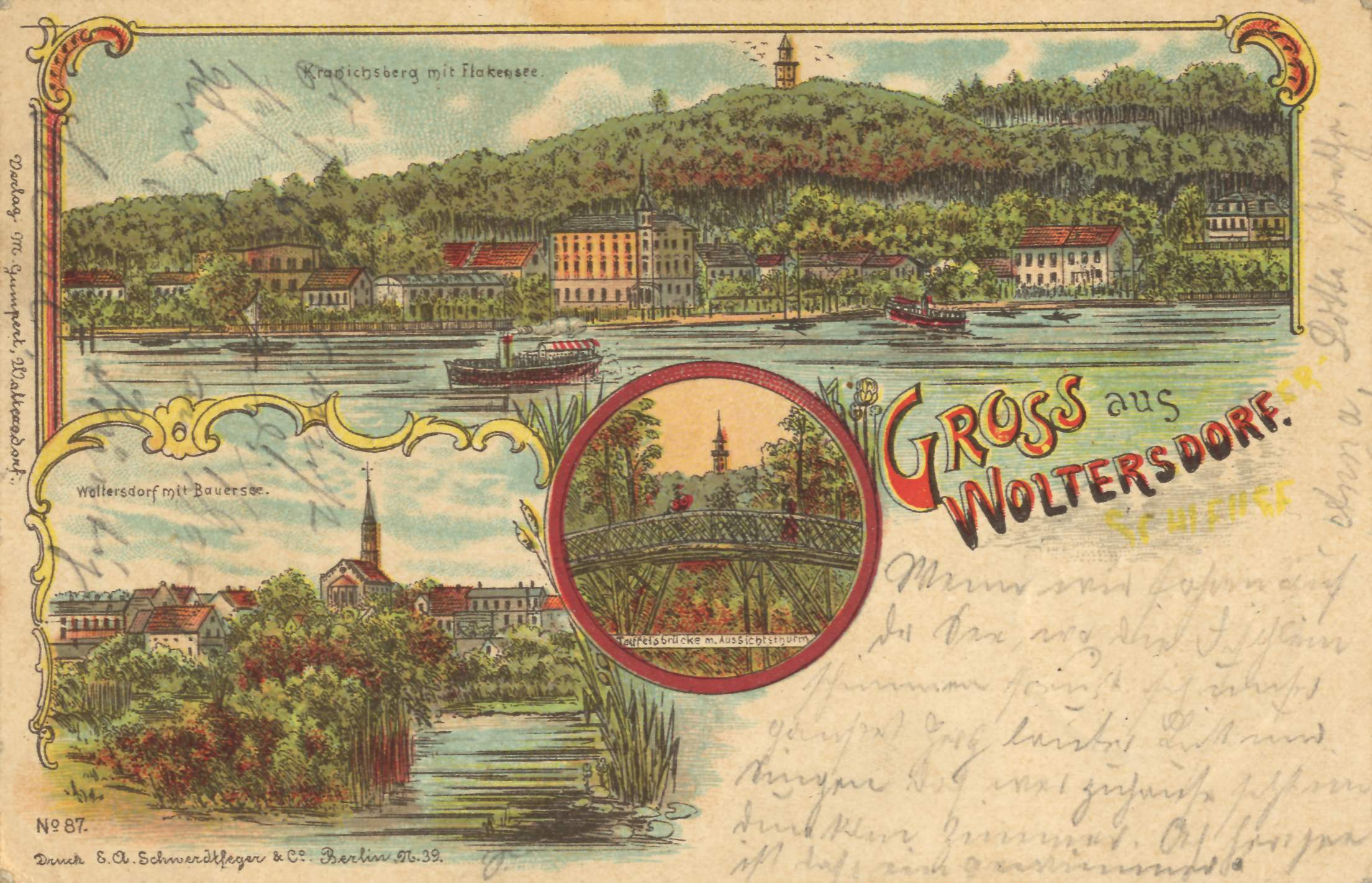
Kranichsberge auf Woltersdorfer Postkarte

## Ausflugsziel
Die Kranichsberge wurden um 1850 zusammen mit der Woltersdorfer Schleuse von Berlinern als Ausflugsgegend entdeckt. Der Woltersdorfer Verschönerungsverein legte ab 1884 zahlreiche Wanderwege durch die Kranichsberge an und erbaute 1886 auf dem der Schleuse am nächsten gelegenen Hohen Zacken einen ersten Aussichtsturm. Der östliche Teil der Kranichsberge wurde ab dieser Zeit Beckers Höhe genannt, nach dem damaligen Forstmeister Becker. Die Kranichsberge erhielten von Fontane den Spitznamen „Klein-Thüringen“ und der Höhenweg zum Kranichsberg wurde bald „Rennsteig“ genannt. Nach der Zerstörung des ersten Aussichtsturms am Ende des Zweiten Weltkrieges wurde 1962 ein zweiter Aussichtsturm auf der höchsten Erhebung, dem Kranichsberg eingeweiht.

## Wege
Die Kranichsberge werden von alten Verbindungswegen zwischen Woltersdorf und den Siedlungen der Rüdersdorfer Heide tangiert oder durchquert. Außerdem durchziehen die im achtzehnten Jahrhundert angelegten Forstgestelle die Berge. Schließlich kommen noch eine Reihe planmäßig angelegter Wanderwege hinzu, die ab 1884 auf Betreiben des Verschönerungsvereins entstanden. Sie sind im Gegensatz zu den Forstgestellen den natürlichen Gegebenheiten angepasst.

### Verkehrsanbindung

#### Regionale Wanderwege
Der durch ganz Brandenburg führende 66-Seen-Wanderweg führt westlich an den Kranichsbergen vorbei.

#### Straßenbahn
Seit 1913 verbindet die Woltersdorfer Straßenbahn die Schleusengegend samt Kranichsbergen mit dem Bahnhof Rahnsdorf.

#### Autobahn
Am östlichen Berliner Ring befindet sich anderthalb Kilometer östlich der Kranichsberge ein nach ihnen benannter Autobahnrastplatz.